# Le Grand-Lemps
Le Grand-Lemps ist eine französische Gemeinde mit 3.093 Einwohnern (Stand: 1. Januar 2022) im Département Isère in der Region Auvergne-Rhône-Alpes; sie gehört zum Arrondissement La Tour-du-Pin und ist der Hauptort (chef-lieu) des Kantons Le Grand-Lemps. Die Einwohner werden Lempsiquois genannt.

## Geografie
Le Grand-Lemps befindet sich etwa 50 Kilometer südöstlich von Lyon und etwa 30 Kilometer nordwestlich von Grenoble im Tal des Bièvre. Umgeben wird Le Grand-Lemps von den Nachbargemeinden Châbons im Norden, Burcin im Nordosten, Colombe im Osten, Izeaux im Süden, Sillans im Südwesten, Bévenais im Westen sowie Longechenal im Westen.

## Bevölkerungsentwicklung
| Jahr                       | 1962 | 1968 | 1975 | 1982 | 1990 | 1999 | 2006 | 2017 |
| -------------------------- | ---- | ---- | ---- | ---- | ---- | ---- | ---- | ---- |
| Einwohner                  | 1726 | 1986 | 2164 | 2364 | 2349 | 2802 | 2946 | 3094 |
| Quellen: Cassini und INSEE |      |      |      |      |      |      |      |      |

## Sehenswürdigkeiten
- Kirche Saint-Jean-Baptiste
- Maison Dutruc, heutiges Rathaus, aus dem 19. Jahrhundert
- Schloss Broquis aus dem 17. Jahrhundert
- Markthalle
- Mühle

## Gemeindepartnerschaft
Mit der deutschen Gemeinde Dogern in Baden-Württemberg besteht seit 1988 eine Partnerschaft.